# The Good Asian
The Good Asian — серия комиксов, которую в 2021—2022 годах издавала компания Image Comics.

## Синопсис
Действие происходит в 1936 году. Главным героем является Эдисон Харк — детектив китайско-американского происхождения. Он расследует дело убийцы из чайнатауна.

### Выпуски
| №  | Дата выхода      | Оценка на Comic Book Roundup    | Предполагаемый объём продаж (первый месяц) |
| -- | ---------------- | ------------------------------- | ------------------------------------------ |
| 1  | 5 мая 2021       | 9,3 из 10 на основе 19 рецензий | н/д                                        |
| 2  | 9 июня 2021      | 9,5 из 10 на основе 9 рецензий  | 15 700, позиция в Северной Америке — 171   |
| 3  | 7 июля 2021      | 9,6 из 10 на основе 9 рецензий  | 12 432, позиция в Северной Америке — 191   |
| 4  | 4 августа 2021   | 9,8 из 10 на основе 8 рецензий  | 10 374, позиция в Северной Америке — 195   |
| 5  | 29 сентября 2021 | 9,3 из 10 на основе 7 рецензий  | 9 597, позиция в Северной Америке — 227    |
| 6  | 3 ноября 2021    | 9,3 из 10 на основе 7 рецензий  | 9 400, позиция в Северной Америке — 181    |
| 7  | 8 декабря 2021   | 9,1 из 10 на основе 5 рецензий  | н/д                                        |
| 8  | 12 января 2022   | 9,5 из 10 на основе 6 рецензий  | 8 203, позиция в Северной Америке — 144    |
| 9  | 9 марта 2022     | 9,5 из 10 на основе 6 рецензий  | 8 196, позиция в Северной Америке — 156    |
| 10 | 20 апреля 2022   | 9,4 из 10 на основе 6 рецензий  | 8 129, позиция в Северной Америке — 113    |

### Сборники
| №      | Тип обложки    | Дата выхода      | Собранный материал   | Кол-во страниц | ISBN                      | Предполагаемый объём продаж (первый месяц) |
| ------ | -------------- | ---------------- | -------------------- | -------------- | ------------------------- | ------------------------------------------ |
| Vol. 1 | Мягкая обложка | 29 сентября 2021 | The Good Asian #1-4  | 128            | 9781534320949, 1534320946 | 2 442, позиция в Северной Америке — 27     |
| Vol. 2 | Мягкая обложка | 18 мая 2022      | The Good Asian #5-10 | 176            | 9781534321212, 1534321217 | н/д                                        |

## Отзывы
На сайте Comic Book Roundup серия имеет оценку 9,4 из 10 на основе 82 рецензий. Дана Форсайт из Paste включила The Good Asian в топ «10 комиксов 2022 года, которые стоит прочитать». Кристиан Хоффер из ComicBook.com, рецензируя первый выпуск, писал, что «Good Asian #1 — один из самых сильных дебютов 2021 года». Дастин Холланд из Comic Book Resources в обзоре на первый сборник отметил, что «рисунки Тефенкги представляют сложный сюжет Пичетшота в обманчиво простом стиле». Теган О’Нил из The Comics Journal похвалил работу художника, но остался не совсем доволен цветами колориста. Сэм Стоун из CBR в рецензии дебютного выпуска похвалил создателей за то, что они консультировались с историком Грантом Дином, поскольку благодаря этому «мир The Good Asian кажется подлинным и живым».